# Sleuthemis diplacoides
Sleuthemis diplacoides is een libellensoort uit de familie van de korenbouten (Libellulidae), onderorde echte libellen (Anisoptera).
De wetenschappelijke naam Sleuthemis diplacoides is voor het eerst geldig gepubliceerd in 1951 door Fraser.